# Зонго, Лоран
Лоран Зонго (фр. Laurent Zongo; род. 31 декабря 1975) — буркинийский шоссейный велогонщик.

## Карьера
В 1994 году стал чемпионом Буркина-Фасо в групповой гонке.
С 1995 года за время своей карьеры неоднократно стартовал на главной африканской гонке Тур дю Фасо, но максимум смог добиться нескольких побед на этапах.
В 2002 году стал победителем Тура Мали, выиграв на нём ещё три этапа. В 2004 году выступил на Туре Сенегала.
В 2005 году выиграл два этапа, в том числе первый этап, дебютного издания Букль дю Котон которое прошло в рамках национального календаря. Стал вторым на чемпионате Буркина-Фасо. Занял шестое место в индивидуальном рейтинге Африканкого тур UCI.
Также стартовал на проводившихся с 2005 года в рамках Африканского тур UCI гонках Тур Камеруна, Букль дю Котон, Тропикале Амисса Бонго.

## Достижения
1994
 Чемпион Буркина-Фасо — групповая гонка
1995
3b-й этап на Тур дю Фасо
2002
Тур Мали
1-й в генеральной классификации
1-й, 4-й и 6-й этапы
2003
6-й этап на Тур дю Фасо
2004
3-й на Grand Prix de Ouagadougou
2005
1-й и 5-й этапы на Букль дю Котон
2-й на Чемпионат Буркина-Фасо — групповая гонка
6-й на Африканский тур UCI

## Рейтинги
| Год                 | 2005 | 2006 | 2007 | 2008  |
| ------------------- | ---- | ---- | ---- | ----- |
| Африканский тур UCI | 6-й  | 42-й | -    | 125-й |
|                     |      |      |      |       |
| Источник: UCI       |      |      |      |       |